# Czeska Dywizja A
Czeska Dywizja A w piłce nożnej – wraz z dywizjami B, C, D oraz E stanowi czwartą w hierarchii klasę rozgrywkową w Czechach. W lidze występuje 16 zespołów, a mecze rozgrywane są systemem każdy z każdym, mecz i rewanż. W całym sezonie, rozgrywanym systemem jesień-wiosna granych jest 30 kolejek. Zwycięzca rozgrywek awansuje bezpośrednio do ČFL. Natomiast kluby, które zajęły ostatnie cztery miejsca są relegowane do niższej klasy rozgrywek. Odpowiednio są to ligi krajów środkowoczeskiego, południowoczeskiego, pilzneńskiego oraz karlowarskiego, w zależności od miejsca, z którego dany klub pochodzi. Czasem może to być również liga praska.